# Улюкаев, Алексей Валентинович
Алексе́й Валенти́нович Улюка́ев (род. 23 марта 1956, Москва, СССР) — российский государственный и политический деятель. Доктор экономических наук (1998).
Министр экономического развития Российской Федерации с 24 июня 2013 года по 15 ноября 2016 года. Действительный государственный советник Российской Федерации 1 класса. В 2000—2004 годах — первый заместитель министра финансов Алексея Кудрина. Соратник Егора Гайдара, был его советником в ельцинском правительстве при проведении экономических реформ 1990-х годов, а затем — заместителем в институте Гайдара.
С 15 ноября 2016 года — обвиняемый в вымогательстве взятки в размере 2 миллионов долларов США у исполнительного директора компании «Роснефть» Игоря Сечина. 15 декабря 2017 года суд приговорил Улюкаева к восьми годам лишения свободы в колонии строгого режима и штрафу в 130 млн рублей. Приговор вступил в законную силу 12 апреля 2018 года.
27 апреля 2022 года Московский районный суд Твери освободил Улюкаева по УДО, вышел на свободу 12 мая 2022 года.

## Биография
Родился 23 марта 1956 года в Москве в семье аспиранта Московского института инженеров землеустройства (МИИЗТ) Вали Хусаиновича Улюкаева. Дед-татарин был донбасским шахтёром.
Окончил экономический факультет Московского государственного университета имени М. В. Ломоносова (1979), аспирантуру экономического факультета МГУ (1982).
В 1982 году защитил кандидатскую диссертацию на тему «Объективные основы и пути развития научно-производственной интеграции в сельском хозяйстве», получив тем самым учёную степень кандидата экономических наук.
Согласно Энциклопедии ТАСС, Улюкаев является доктором экономических наук, учёная степень ему присвоена в 1998 году. Также Улюкаеву присуждена докторская степень в области экономики (PhD) в Университете Pierre-Mendes France (Гренобль, Франция). О защите докторской диссертации в России сведений нет.
В середине 1980-х годов познакомился с Анатолием Чубайсом и Егором Гайдаром, принимал участие в их собраниях по обсуждению экономических проблем, участвовал в работе клубов «Перестройка» и «Демократическая перестройка».
Владеет английским и французским языками.

## Профессиональная карьера

### Научно-преподавательская деятельность
В 1982—1988 годах — ассистент, доцент кафедры политической экономии Московского инженерно-строительного института (МИСИ).
В 1994—1996 годах и 1998—2000 годах — заместитель директора Института экономических проблем переходного периода Егора Гайдара.
В 2000—2006 годах — профессор кафедры общей экономики Московского физико-технического института.
В 2007—2010 годах — заведующий кафедрой финансов и кредита экономического факультета МГУ (специальный курс для магистрантов «Современная денежная политика и развитие банковской системы»).

### Журналистская деятельность
В 1988—1991 годах — консультант, заведующий отделом редакции журнала «Коммунист», где начал работать по приглашению Гайдара.
В 1991 году — политический обозреватель в газете «Московские новости». Заместитель директора Международного центра по вопросам исследований экономической трансформации.

### Деятельность в правительственных структурах

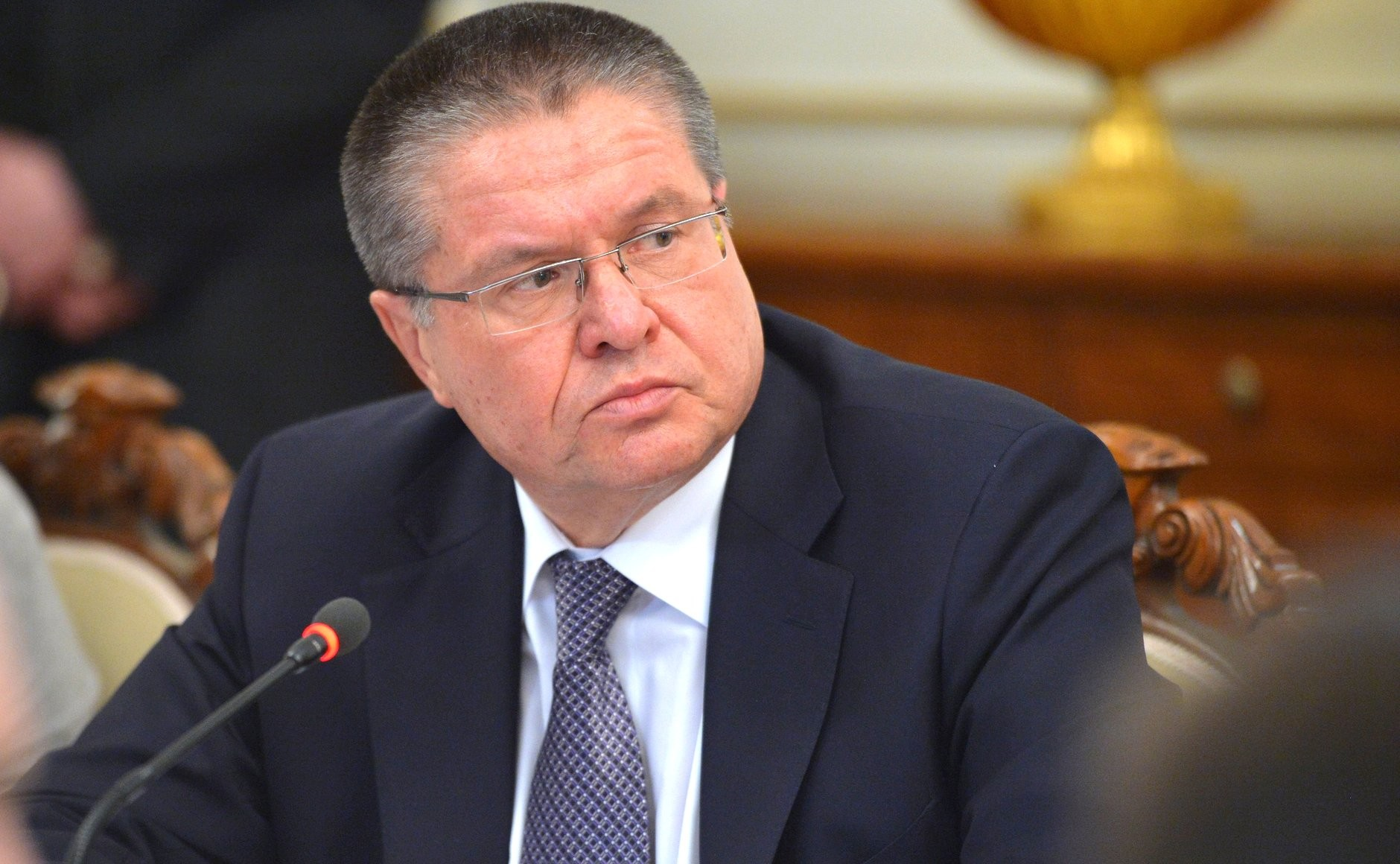
апрель 2015 года

В 1991—1992 годах — экономический советник правительства России. Член «команды» Егора Гайдара.
В 1992—1993 годах — руководитель группы советников председателя правительства России.
В 1993—1994 годах — помощник первого заместителя председателя правительства России Егора Гайдара.
В 2000—2004 годах — первый заместитель министра финансов России Алексея Кудрина. Приглашён в правительство по протекции Чубайса.
С апреля 2004 года по июнь 2013 года — первый заместитель председателя Центрального банка Российской Федерации Сергея Игнатьева.
C 24 июня 2013 года по 15 ноября 2016 года — министр экономического развития Российской Федерации.
В январе 2015 года выдвинут правительством России в члены наблюдательного совета банка ВТБ.
25 июня 2015 года избран председателем наблюдательного совета банка ВТБ.
14 декабря 2016 года снят с должности председателя наблюдательного совета банка ВТБ по итогам заседания наблюдательного совета.

### Политическая деятельность
В июне 1994 года стал членом партии «Демократический выбор России», в 1995—1997 годах возглавлял её московскую организацию.
В 1995 году баллотировался в Государственную думу по списку блока «Демократический выбор России — Объединённые демократы».
В 1996—1998 годах был депутатом Московской городской думы, занимался вопросами инвестиционной политики.
В 1999 году баллотировался в Государственную думу как кандидат от блока «Союз правых сил» в московском одномандатном избирательном округе № 204 (Чертановский). Набрав 14,60 % голосов, занял второе место и уступил кандидату от ОВР Сергею Шохину (37,89 %).

### Общественная деятельность
14 октября 2015 года премьер-министр Дмитрий Медведев своим распоряжением утвердил новый состав совета директоров «Федеральной корпорации по развитию малого и среднего предпринимательства (МСП)». Председателем совета директоров корпорации назначен министр экономического развития Алексей Улюкаев. Из распоряжения следует, что представлять интересы бизнеса в обновленном совете директоров будут главы четырёх бизнес-объединений: президент «Опоры России» Александр Калинин, президент «Деловой России» Алексей Репик, президент РСПП Александр Шохин, а также глава Торгово-промышленной палаты России Сергей Катырин. Кроме того, в состав совета директоров вошли гендиректор Агентства стратегических инициатив Андрей Никитин, председатель Внешэкономбанка (ВЭБ) Владимир Дмитриев, директор департамента обслуживания клиентов малого бизнеса ВТБ 24 Надия Черкасова. Гендиректор «Корпорации МСП» Александр Браверман по должности также входит в состав совета.

### Коррупционный скандал
14 ноября 2016 года Следственным комитетом Российской Федерации при оперативном сопровождении Управления экономической безопасности ФСБ России задержан по подозрению в получении взятки в особо крупном размере (два миллиона долларов США) от Игоря Сечина за выданное Минэкономразвития России положительное заключение, предоставившее ПАО НК «Роснефть» право осуществить сделку по приобретению государственного пакета акций ПАО АНК «Башнефть» в размере 50 %. Предъявлено обвинение по части 6 статьи 290 УК РФ (получение взятки лицом, занимающим государственную должность Российской Федерации, с вымогательством взятки и в особо крупном размере). В оперативной разработке ФСБ Улюкаев до момента ареста был больше года.
15 ноября 2016 года Басманный суд Москвы освободил Улюкаева из-под стражи и отправил под домашний арест на два месяца. В этот же день уже после решения суда указом Президента России освобождён от должности в связи с утратой доверия. В январе 2017 арест был продлён до 15 апреля, рассмотрение дела — до 15 мая 2017 года. Судом также был наложен арест на имущество Улюкаева — 15 объектов недвижимости и средства на сумму не менее 564 миллионов рублей.
13 июля 2017 года Басманный суд Москвы продлил домашний арест Алексея Улюкаева до 15 августа. Защита экс-министра подала в суд три объемных ходатайства, после рассмотрения которых дело передано в суд.
8 августа впервые в истории РФ начался открытый судебный процесс над обвиняемым в коррупции министром. 16 августа 2017 года Замоскворецкий суд отказал защите Улюкаева в просьбе вернуть дело экс-министра в прокуратуру. Суд не согласился с мнением защиты, утверждающей, что обвинительное заключение противоречит предъявленным Улюкаеву обвинениям.
В ходе судебных заседаний выступило 15 свидетелей, также была обнародована запись разговора Алексея Улюкаева и Игоря Сечина. На втором заседании 1 сентября на процессе выступили директор департамента «Роснефти» по отношениям с инвесторами Андрей Баранов и директор департамента корпоративного управления минэкономразвития Оксана Тарасенко. После оглашения прокурором в Замоскворецком районном суде расшифровок, повествующих о том, каким образом Сечин дал взятку Улюкаеву в корзинке, глава «Роснефти» заявил, что «это профессиональный кретинизм», а в расшифровках есть «сведения, содержащие гостайну», которые нельзя обнародовать. В расшифровке разговора несколько раз упоминается «корзинка с колбасой», деньги не упоминаются. Улюкаев считает себя жертвой провокации, организованной «на основании ложного доноса» Сечина и бывшего главы службы безопасности «Роснефти» генерала ФСБ Олега Феоктистова. 4 декабря 2017 года прокурор огласил позицию гособвинения: признать Улюкаева виновным по ч. 6 ст. 290 УК РФ и назначить 10 лет лишения свободы строгого режима и штраф 500 млн руб. В ответ Улюкаев потребовал привлечь Сечина и Феоктистова к ответственности за заведомо ложный донос и оперативных сотрудников за провокацию взятки. В суд первой инстанции Сечин так и не явился, несмотря на то, что был вызван повесткой 4 раза.
В своём последнем слове 7 декабря Улюкаев не признал себя виновным и перечислил многочисленные нарушения закона, допущенные в ходе процесса против него. 15 декабря 2017 года Замоскворецким районным судом признан виновным в получении взятки в особо крупном размере и приговорен к 8 годам строгого режима и штрафу в 130 миллионов рублей (на тот момент эквивалент 2 млн долларов). Улюкаев взят под стражу в зале суда и помещён в Лефортовский изолятор.
19 декабря 2017 года адвокат Улюкаева обжаловал приговор. 12 апреля 2018 года, рассмотрев апелляцию Улюкаева и заслушав впервые прибывшего в судебное заседание Сечина, Мосгорсуд подтвердил приговор, отменив запрет занимать должности на государственной службе в течение восьми лет после отбытия наказания. Приговор вступил в законную силу. 31 мая 2018 года Улюкаев этапирован в колонию № 1 в Тверской области. В колонии работал библиотекарем.
С критикой приговора публично выступили Михаил Касьянов, Людмила Алексеева, Алексей Кудрин, Ксения Собчак, Григорий Явлинский и Эдуард Лимонов. В суде его защитили тем или иным образом Анатолий Чубайс, Алексей Кудрин, Евгений Ясин, Александр Шохин и Антон Силуанов.
10 декабря 2018 года Алексей Улюкаев уплатил назначенный по приговору Замоскворецкого суда штраф в размере 130 млн рублей.
Два миллиона долларов, переданные Улюкаеву от имени Сечина, по решению суда были возвращены их владельцу — генералу ФСБ Феоктистову.
27 апреля 2022 года Московский районный суд Твери освободил Улюкаева по УДО. Прокуратура и администрация колонии не возражали против этого решения. 12 мая 2022 года вышел на свободу.

### На свободе
В марте 2023 года дал первое интервью после освобождения, согласно которому после освобождения стал главным экспертом в Фонде экономической политики имени Егора Гайдара, помимо этого продолжил заниматься писательской деятельностью.

## Собственность и доходы
Доход Алексея Улюкаева за 2015 год составил почти 60 млн рублей, а его супруги — свыше 15 млн рублей. В собственности семьи Улюкаева находятся: 17 земельных участков, 3 жилых дома, 3 квартиры и 3 легковых автомобиля. Постоянно проживает в жилом комплексе «Золотые Ключи — 2» по адресу: Минская улица, дом № 1-Г.

## Хобби
Пишет стихи. Первый раз напечатался в 1978 году в журнале «Студенческий меридиан». Опубликовал сборники стихов «Огонь и отсвет» (изд. Вагриус — М., 2002), «Чужое побережье» (изд. «Время» — М., 2012), «Авитаминоз» (изд. «Время» — М., 2013).

## Семья
Родовые корни Алексея Улюкаева — в Ульяновской области (Старокулаткинский район). Отец — Валентин Хусаинович Улюкаев (род. 1931), кандидат экономических наук (1970), профессор Государственного университета по землеустройству (Москва). Мать — Раиса Васильевна Улюкаева (род. 1932). Родители Улюкаева в 2007 году стали владельцами пакета акций банка ВТБ, в совет директоров которого ранее вошёл сам Улюкаев.
- Первая жена — Тамара Ивановна Усик (род. 1951), экономист.
  - Сын — Дмитрий (род. 1983), кинооператор («Папа, сдохни», «Страна Оз»)[72], продюсер («Страна Оз»)[71][73]. В 2004—2006 годах — директор офшорной компании Ronnieville Ltd[73].
- Вторая жена — Юлия Сергеевна Хряпина (род. 1983), работала научным сотрудником по направлению «Реальный сектор» в Институте экономической политики имени Е. Т. Гайдара, владеет пятью земельными участками и двумя домами в Крыму[73]. Официальный декларированный доход в 2015 году — 15 млн рублей[73]. Как следует из опубликованного панамского досье компании Mossack Fonseca, с 2006 по 2009 год была директором офшорной компании Ronnieville Ltd (Британские Виргинские острова), сменив на этом посту сына Улюкаева Дмитрия[73][74][75][76][77]. Сам Алексей Улюкаев говорил, что не имеет отношения к офшорной компании[73].
  - Сын — Алексей (род. 2005)[17][66].
  - Дочь — Александра (род. 2010)[17][66].

## Труды
- Либерализм и политика переходного периода в современной России // Мир России. — 1995. — Т. 4. — № 2. — С. 3—35.
- Россия на пути реформ. — М., 1996.
- Экономика и политика эпохи реформ и потрясений. — М., 1997.
- Демократия и экономическое развитие: Мировой опыт и уроки для постсоциалистических стран // Общественные науки и современность. — 1998. — № 5. — С. 5—18.
- В ожидании кризиса: Ход и противоречия экономических реформ в России. — М.: Стрелец, 1999. — 207 с. — (Россия: размышления о прошлом и будущем).
- Правый поворот : Программа правильной жизни, здоровой экономики и честной политики. — М. : Стрелец, 1999. — 30 с. ISBN 5-89409-019-9
- Экономический рост в России: проблемы и перспективы // Материалы Международной конференции «Посткоммунистическая Россия в контексте мирового социально-экономического развития» / Научные труды ИЭПП № 26Р. — М.: ИЭПП, 2001.
- Проблемы государственной бюджетной политики. — М., 2004.
- Современная денежно-кредитная политика : проблемы и перспективы. — М.: Дело, 2008. — 207 с. : ил., табл. ISBN 978-5-7749-0522-5
- Гурвич Е., Соколов В., Улюкаев А. Оценка вклада эффекта Балассы-Самуэльсона в динамику реального обменного курса рубля. // Вопросы экономики. 2008. № 7. С. 12-30.
- Болезненная трансформация мировой экономики. — М.: Издательство Института Гайдара, 2014. — 255, [1] с., xlviii : табл., цв. ил. ISBN 978-5-93255-337-9
- Мировые резервные валюты: доллар и его конкуренты. — М.: Издательство Института Гайдара, 2024. — 112 с. ISBN 978-5-93255-689-4

## Награды
- Орден «За заслуги перед Отечеством» IV степени (17 июня 2010 года) — за большой вклад в развитие отечественной банковской системы и многолетнюю добросовестную работу[78];
- Орден Почёта (1 августа 2006 года) — за заслуги в области экономики и финансовой деятельности[79];
- Медаль Столыпина П. А. I степени (22 марта 2016 года, Правительство Российской Федерации) — за заслуги в решении стратегических задач социально-экономического развития страны и многолетний добросовестный труд[80][81];
- Медаль «За вклад в создание Евразийского экономического союза» 1 степени (8 мая 2015 года, Высший совет Евразийского экономического союза)[81][82];
- Заслуженный экономист Российской Федерации (22 февраля 2004 года) — за заслуги в области экономики и финансовой деятельности[83];
- Благодарность Президента Российской Федерации (6 сентября 2002 года) — за заслуги в области экономики и финансовой деятельности[84];
- Почётная грамота Правительства Российской Федерации (14 апреля 2001 года) — за заслуги в финансовой деятельности и активное участие в решении экономических задач[85];
- Благодарность Правительства Российской Федерации (23 марта 2006 года) — за заслуги в области экономики и финансовой деятельности[86].